# David Moscow
David Raphael Moscow, född 14 november 1974 i Bronx i New York, är en amerikansk skådespelare, författare, regissör, producent och aktivist. Han är främst känd för sin roll som unge Josh Baskin i filmen Big från 1988.

## Karriär
Moscow spelade 1988 den unge Josh Baskin i filmen Big, där hans karaktär förvandlas till en vuxen, spelad av Tom Hanks. Moscow fick rollen som David Jacobs i filmatiseringen av musikalen Newsies från 1982 och spelade då mot Christian Bale. Moscow spelade även mot Jessica Alba i filmen Honey och har haft huvudrollen i flera TV-serier, som Zoe, Duncan, Jack & Jane. Han spelade även karaktären Lomez Jr i avsnittet "The Van Buren Boys" TV-serien Seinfeld. Moscow har spelat flera huvudroller på Broadway. En av dessa var Artie i What's Wrong with This Picture på Brooks Atkinson-teatern.  Moscow startade ett teaterkompani i New York tillsammans med skådespelarna Tom Everett Scott, känd från That Thing You Do! , och Michael Kelly från House of Cards.
Moscow och hans före detta fästmö, skådespelaren Kerry Washington, arbetade fram och producerade Lin-Manuel Mirandas första uppsättning av In the Heights. Hans film Hellbenders från 2012 köptes upp av Lionsgate Lionsgate för att distribueras i Nordamerika och utomlands, och den första film han regisserade, den psykologiska thrillern Desolation, finansierades delvis av en Kickstarter-kampanj. Desolation har visats och tilldelats priser vid filmfestivaler runt om i världen – en av dessa är Wroclaw-festivalen i Polen. Några av Moscows senare producentprojekt är Sylvio, The Jingoist, Blind, Easy Living och Thirst Street. Han startade en Kickstarter för att bättre kunna bekosta efterarbetet, och återskapade då en scen från Big. Kickstartern drog in över 70 000 amerikanska dollar.
Moscow har varit en aktivist sedan 1992, då han hoppade av college för att spåra vargar åt Round River Conservations Studies, en organisation som arbetar för att bevara den vilda naturen. Han byggde också ett miljövänligt bostadshus med enheter som passar individer med såväl lägre som högre inkomst. Tidningen Time Out New York rapporterade år 2007 om Moscows engagemang när det kommer till att utveckla ekologiskt och ekonomiskt hållbara bostäder i Harlem.

## Familj
Moscow föddes i Bronx i New York, som son till Patricia (född Sterner) och Jon Moscow. Hans mors familj är från Montana. Hans far är judisk och hans mor är mormon, men han uppfostrades inte i någon av religionerna. Hans yngre bror Lev var statist i Newsies och är historielärare på The Beacon School i New York. Moscow är vän med Max Casella och Luke Edwards från Newsies. Han gick på Hampshire College i Amherst, Massachusetts under 90-talet. Moscow var förlovad med skådespelerskan Kerry Washington från oktober 2004 till mars 2007. Han har varit gift med Karen Riotoc sedan september 2014.

## Filmografi
- I'll be Home for Christmas (1988) — David Bundy
- The Wizard of Loneliness (1988) — Jimmy Wiggen
- Big (1988) — Young Josh Baskin
- Live-In (1989) (TV-serie) — Peter
- Living Dolls (1989) (TV-serie) — Rick Carlin
- Newsies (1992) — David Jacobs
- White Wolves: A Cry in the Wild II (1993) — Adam
- River Red (1998) — Tom Holden
- Hurricane Streets (1998) — Shane
- Girl (1998) — Greg
- Side Streets (1999) — Bellboy
- Restaurant (1998) — Reggae
- Zoe, Duncan, Jack &amp; Jane (1999) (TV-serie) — Duncan Milch
- Loving Jezebel (2000) — Gabe Parks
- Pojkarna i mitt liv (2001) — Lizard
- Smekmånaden (2003) — Kyle
- Honey (2003) — Michael Ellis
- Nearing Grace (2005) — Blair Nearing
- Looking for Palladin (2008) — Josh Ross
- David & Layla (2007) — David Fine
- The End of America (2008) — Executive producer
- Turn Me On Dead Man (2008) — John
- Dead Air (2008) — Gil
- The Promotion (2008) - Painter
- Vacancy 2: The First Cut (2009) — Gordon